# SOS Fantômes (série télévisée d'animation)
Pour le film, voir SOS Fantômes.
SOS Fantômes (The Real Ghostbusters puis Slimer! and the Real Ghostbusters) est une série télévisée d'animation américaine en 140 épisodes de 25 minutes, créée par Joseph Michael Straczynski et Harold Ramis d'après le film homonyme, et diffusée du 13 septembre 1986 au 28 septembre 1991 sur le réseau ABC, ainsi qu'une saison en parallèle du 14 septembre au 11 décembre 1987 en syndication. En 1997, sort Extrême Ghostbusters qui est la suite de la série.
En France, la série a été diffusée à partir du 8 novembre 1987 dans l'émission Cabou Cadin sur Canal+ puis rediffusée à partir du 9 octobre 1989 dans l'émission Avant l'école sur TF1, et au Québec à partir du 1er mars 1988 à Super Écran.

## Synopsis
Ce sont les aventures de trois chercheurs en parapsychologie (Peter Venkman, Raymond Stantz et Egon Spengler) qui fondent une entreprise de chasseurs de fantômes : SOS Fantômes. Dans cette aventure, ils recrutent Winston Zeddemore, chasseur de fantômes et Janine Melnitz, secrétaire de l'entreprise.
Ils font la rencontre de Bouffe-tout, un fantôme très gourmand.

## Distribution

### Voix originales
- Lorenzo Music : Peter Venkman (saisons 1 et 2)
- Dave Coulier : Peter Venkman (saisons 3 à 7)
- Maurice LaMarche : Egon Spengler
- Frank Welker : Raymond « Ray » Stantz / Slimer
- Arsenio Hall : Winston Zeddemore (saisons 1 à 3)
- Buster Jones : Winston Zeddemore (saisons 3 à 7)
- Laura Summer : Janine Melnitz (saisons 1 et 2)
- Kath Soucie : Janine Melnitz (saisons 3 à 7)
- Rodger Bumpass : Louis Tully (saisons 5 et 6)
- Cree Summer : Chilly Cooper (saisons 3 à 6)
- Tara Strong : Elizabeth (saisons 4 à 7)

### Voix françaises
- Jean-Pierre Leroux : Egon Spengler
- Bernard Murat, Edgar Givry (1 épisode) : Peter Venkman
- Pascal Renwick, Gerard Dessalles, Daniel Russo (1 épisode) et Pascal Massix : Raymond Stantz
- Greg Germain, Marc François, Med Hondo, Daniel Beretta : Winston Zeddemore
- Francine Lainé : Janine Melnitz
- Maurice Sarfati : Bouffe-tout, divers personnages, divers fantômes

## Épisodes

### Première saison (1986)
1. Concurrence déloyale (Ghosts R Us) Des fantômes créent une agence concurrente aux Ghostbusters dans le but de leur faire faillite.
2. Question de temps (Killerwatt) : Les ghostbusters font face à un fantôme donnant vie à tout appareil électrique. Alors qu'il est capturé, le fantôme coupe le courant, menaçant de faire exploser la chambre de confinement.
3. Un voisinage difficile (Mrs. Roger's Neighborhood) : Les ghostbusters sont contactés par une vieille dame dans un pavillon de banlieue hanté. Sans le savoir, ils tombent tout droit dans un piège.
4. Pourquoi reviens-tu si tard ? (Slimer, Come Home)
5. Le pont des lutins (Troll Bridge)
6. Échec au croque-mitaine (The Boogieman Cometh)
7. Le marchant de sable (Mr. Sandman, Dream Me a Dream)
8. La nuit éternelle (When Halloween Was Forever)
9. Ce qu'on est mal chez soi (Look Homeward, Ray)
10. Le grand désert (Take Two) : Les ghostbusters se rendent à Hollywood en tant que conseillers sur un film. Anecdotes : Des images du film sont diffusées et les noms des vrais acteurs mentionnés.
11. Spectre ou ne pas spectre (Citizen Ghost) : Peter Venkmann relate à une journaliste l'adoption de bouffe-tout par les Ghostbusters et leur combat face à leur double fantomatique. Anecdote : cet épisode est une suite directe du premier film.
12. Le génie de Janine (Janine's Genie) : Janine part en mission avec les ghostbusters. Elle en revient avec une lampe magique qui se révèle être un portail d'entrée pour de nombreux fantômes.
13. Joyeux Noël (Xmas Marks the Spot) : Bloqués en montagne la veille de Noël, les ghostbusters sont projetés en 1837. Sans le savoir, ils vont modifier le futur et la fête de Noël. Anecdote : de nombreux fantômes de cette première saison sont présents.

### Deuxième saison (syndication, 1987)
1. Toc… Toc… (Knock, Knock) : Les rames du métro de New York prennent vie. Les ghostbusters comprennent rapidement qu'une porte vers le néant a été ouverte.
2. Identification (Station Identification) : Des spectres sortent des écrans de téléviseurs dans toute la ville. Anecdote : La voix française de Winston Zeddemore est interprétée par Daniel Beretta. L'épisode fait une référence spectrale à Star Trek
3. Les fantômes ne connaissent pas la musique (Play Them Ragtime Boos) : Alors qu'ils se rendent en Louisiane pour un séminaire, les ghostbusters se confrontent à un fantôme musicien capable de modifier l'espace temps. Problème, l'équipe n'a aucun équipement.
4. Le fantôme de tante Loïs (The Spirit of Aunt Lois) : Les ghostbusters se rendent chez la tante de Ray pour participer à une séance de spiritisme réalisée par un charlatan. Mais de vrais fantômes envahissent la maison.
5. Peur en mer (Sea Fright) : Un bateau pirate fantôme sème la terreur à New-York.
6. Tonton, pourquoi tu pleures ? (Cry Uncle) : L'oncle d'Egon arrive à New York. Sceptique quant à l'existence des fantômes, il demande à son neveu de respecter sa promesse de repartir avec lui.
7. Fantasmagories dans l'espace (Adventures in Slime and Space) : Bouffe-tout entre accidentellement dans une invention d'Egon qui le transforme en milliers de petits bouffe-tout qui sèment vite le chaos dans tout New-York.
8. Jeux de nuit (Night Game) Zeddemore découvre qu'un terrain de base-ball est hanté. Son âme est mise en jeu dans un match opposant les forces du bien à celles du mal. Anecdote : La voix française de Winston Zeddemore est interprétée par Daniel Beretta.
9. Les fantômes repoussants (Venkamn's Ghost Repellers) : Les ghostbusters enquêtent sur la parallélogramme du New Jersey. Un endroit où des bateaux disparaissent mystérieusement.
10. L'esprit du vieux collège (The Old College Spirit) : Une fraternité étudiante de fantômes sème la panique dans une université.
11. Le fantôme de l'espace (Ain't NASA-Sarily So) : Les ghostbusters sont envoyés à bord d'une navette spatiale pour lutter contre une chose.
12. Le prisonnier du temps (Who're You Calling Two-Dimensional?) : Les ghostbusters se retrouvent projetés dans un monde de dessins animés.
13. Peur à l'opéra (A Fright at the Opera) : Des valkyries fantômes envahissent l'opéra
14. Docteur, docteur (Doctor, Doctor) : Alors qu'ils pourchassent un fantôme, les ghostbusters font exploser une usine chimique. Contaminés, ils se transforment lentement en mutants.
15. Surprise (Ghost Buster) En l'absence de fantômes, les ghostbusters se convertissent en chasseurs de criminels.
16. Le pilier de New York (Beneath These Streets) Une mystérieuse matière orange s'écoule des bas fonds de la ville entraînant une vague de chaleur sans précédent et des phénomènes physiques étonnants. Les Ghostbusters se rendent dans les égouts pour trouver une explication.
17. La dernière page (Boo-Dunit) : Les Ghostbusters se rendent dans le manoir d'une romancière tout juste décédée dont l'ouverture du testament a été perturbée par des esprits issus de sa dernière histoire inachevée. Zeddemore doit résoudre l'énigme du roman avant que la situation ne dégénère.
18. Des poulets et des hommes (Chicken, He Clucked) Un homme pactise avec un démon pour faire disparaître tous les poulets de la planète.
19. Ragnarok and Roll (Ragnarok and Roll) : Des phénomènes étranges ont lieu à New-York. Ils semblent liés à un mystérieux homme joueur de flûte et à son serviteur. Très vite des catastrophes apparaissent sur tout le globe annonçant la fin du monde.
20. Un gremlin dans le moteur (Don't Forget the Motor City) Tous les derniers modèles d'une marque de voitures explosent sans raison. Les Ghostbusters se rendent dans l'usine et découvrent la présence de gremlins. Sauf que les fusils à protons ne sont pas prévus pour lutter contre eux.
21. La dame blanche (Banshee Bake a Cherry Pie?) : Alors que Venkmann met le disque de la jeune chanteuse Shanna dans sa nouvelle chaîne hi-fi, toute la pièce explose. Egon pense que la chanteuse est la réincarnation de la dame blanche. Le concert qu'elle doit donner le soir pourrait entraîner la destruction de toute la ville. Alors que les ghostbusters arrivent à la retrouver, Peter tombe sous son charme, mettant en péril la mission.
22. Un oncle de l'au-delà (Who's Afraid of the Big Bad Ghost) Un fantôme fait appel aux ghostbusters pour faire fuir d'autres fantômes de son manoir.
23. Par un fil (Hanging By a Thread) Attaquées par une armée de démons, les parques projettent les ciseaux du destin à travers le temps. Par un concours de circonstances, Ray se retrouve en possession d'eux. Dépassés par la quantité de démons et sans savoir les raisons d'une telle attaque, les ghostbusteurs se font subtiliser les ciseaux. Les parques leur donnent pour mission de pénétrer dans le monde des ténèbres pour les récupérer.
24. Vous ne l'emportez pas au paradis (You Can't Take It With You) Un vieux milliardaire a créé en haut de sa tour un passage avec l'au-delà entraînant l'arrivée de centaine de fantômes. Les ghostbusters vont devoir monter en haut du building en évitant les pièges.
25. Allô les vampires (No One Comes to Lupusville) Les ghostbusters se rendent à Lupusville, une ville dotée d'étranges habitants qui sont attaqués tous les soirs à minuit par des vampires. Mais face à eux, l'équipement des chasseurs de fantômes se révèle inefficace.
26. Drool, le petit lutin (Drool, the Dog-Faced Goblin) Les ghostbusters se rendent dans un cirque de campagne pour capturer un Goblin à tête de chien. Apprivoisé, ils le laissent finalement en liberté. Sur le chemin du retour, Ecto 1 tombe en panne. Les ghostbusters font une halte dans une petite ville où ils vont subir plusieurs attaques.
27. L'Homme qui s'était perdu (The Man Who Never Reached Home) Ray croise la route d'un homme en calèche provenant de 1887 et poursuivi par un cavalier mystérieux. S'il arrive à libérer l'homme de sa calèche, il se retrouve à son tour prisonnier d'elle.
28. Le retour de Belzébuth (The Collect Call of Cthulhu) Le célèbre livre Necronomicon est dérobé dans la bibliothèque de New-York par des monstres marins, sbires de Belzebuth.
29. Un château en Espagne (Bustman's Holiday) Stan hérite d'un château hanté en Ecosse. Mais c'est en réalité à toute une armée de fantômes que les ghostbusters doivent faire face. Et ils n'ont pas amené assez d'équipements.
30. Le cavalier sans tête (The Headless Motorcyclist) Un motard sans tête s'attaque à un homme avec qui Venkman a eu une altercation peu de temps avant. La police soupçonne Venkman d'être à l'origine de ce drame.
31. Le grenier condamné (The Thing in Mrs. Faversham's Attic) Les ghostbusters entrent dans un grenier condamné depuis 70 ans. Ils vont devoir y affronter de nombreux dangers.
32. L'autre dimension (Egon on the Rampage) Alors qu'une équipe de journalistes fait un reportage à charge sur les ghostbusters, une expérience d'Egon tourne mal et le transforme en monstre. En réalité, l'âme d'Egon a été aspirée dans une autre dimension. Venkman décide d'y pénétrer avec un des journalistes pour chercher Egon tandis que les autres chasseurs de fantômes partent à la recherche du monstre qui s'est échappé.
33. SOS Fantômes fait du cinéma (Lights! Camera! Haunting!) Les ghostbusters sont engagés comme conseillers techniques sur un film tourné dans une vraie maison hantée. Mais très vite, de vrais fantômes viennent perturber le tournage. Le producteur conclut un accord avec les spectres pour piéger les chasseurs de fantômes au sein des studios.
34. L'oiseau de Kildarby (The Bird of Kildarby) Un château médiéval a été offert à la ville de New-York et remonté en plein cœur de Central Park. Mais une armée de chevaliers fantômes empêchent quiconque d'y pénétrer.
35. Janine à la rescousse (Janine Melnitz, Ghostbuster) Les ghostbusters sont débordés de travail et n'ont pas le temps d'aider Janine dont l'appartemment est hanté. Elle décide de s'en occuper seule. De leur côté, les ghostbusters doivent faire face à la statue du Rockfeller Center qui prend vite le dessus et les fait disparaître. Janine et Bouffe-tout partent à leur rescousse.
36. Les 4 cavaliers de l'apocalypse (Apocalypse—What, Now?) Lors d'une vente aux enchères, Venkman fait l acquisition d'un vieux grimoire. Mais quand Janine ouvre le livre, les cavaliers de l'apocalypse s'en libèrent entraînant des phénomènes météorologiques sur toute la planète. Les Ghostbusters doivent se rendre en Grèce pour les arrêter.
37. La fonderie en folie (Lost and Foundry) Pourchassé dans une fonderie par les ghostbusters, un fantôme tombe dans une cuve d'acier fondu. Transformé en différents produits du quotidien, il crée la panique à plusieurs endroits de New-York. Tous ces objets semblent vouloir se réunir pour former un monstre d'acier.
38. Vive la reine ! (Hard Knight's Day) Venkman, en rendez-vous galant, se rend à une exposition dans un cloitre. Très vite, les personnages des tapisseries et les statues prennent vie.
39. Le premier témoin (Cold Cash and Hot Water) Les ghostbusters se rendent en Alaska où le père de Venkman a découvert un bloc de glace noir contenant un démon de classe 7.
40. La malédiction de la Saint-Patrick (The Scaring of the Green) Une bête des marais sème la destruction dans New York. Les pistolets à protons étant inefficaces, les ghostbusters cherchent un trèfle à quatre feuilles dans toute la ville pour le combattre. La tâche se révèle plus compliquée qu'il n'y paraît.
41. Il m'appelle Bouffe-tout (They Call me MISTER Slimer) Les ghostbusters sont dans le rouge. Venkman accuse bouffe-tout d'en être à l'origine. Pour prouver qu'il peut participer au budget, Bouffe-tout se fait engager par un jeune homme pour le protéger contre une bande qui le martyrise. Vaincus, ces derniers font appel à de petites créatures pour se venger. Mais l'objectif réel de ces monstres est tout autre.
42. Le train fantôme (Last Train to Oblivion) : Le fantôme d'un conducteur de train sème la panique dans la gare centrale de New-York. Lorsque les ghostbusters arrivent sur place, le fantôme enleve Venkman et dérobe un train. Le reste de l'équipe le pourchasse avec Ecto 1 pour tenter de sauver leur ami.
43. Petit chasseur deviendra grand (Masquerade)
44. La remplaçante (Janine's Day Off)
45. S.O.S. Tour Eiffel (The Ghostbusters in Paris) : En haut de la tour Eiffel, des peintres en bâtiment décident d'aller se reposer dans la pièce de Gustave Eiffel. Ils cassent par accident un appareil qui libère de nombreux fantômes qui prennent possession de la tour. Les autorités françaises font appel aux ghostbusters. Sur place, ils découvrent que la tour est en réalité un piège à fantômes géant inventé par Gustave Eiffel. Mais pour le refaire fonctionner, l'équipe à besoin des écrits de l'inventeur disséminés dans plusieurs monuments de Paris et les fantômes ne vont pas se laisser faire.
46. Le démon des eaux (The Devil in the Deep) Alors que New-York est confrontée à une vague de chaleur,toutes les conduites d'eau de la ville se révèlent hantées. L'origine de ce déferlement de fantômes aquatiques est un gigantesque démon reposant au fond de l'Hudson. Partis le combattre, les ghostbusters se font à avaler par le monstre. Seul Venkman en réchappe mais va devoir affronter seul le démon.
47. Règlement de comptes à S.O.S. Corral (Ghost Fight at the O.K. Corral) : Les ghostbusters se rendent dans la ville de Tombstone pour capturer le fantôme du célèbre Wyatt Earp et ses frères.
48. Les trompettes de la renommée (Ghostbuster of the Year) : Les ghostbusters luttent séparément contre le fantôme d'un château afin de gagner le prix du meilleur chasseur de fantômes de l'année. L'esprit n'a de cesse que de crier le mot "bouton de rose".
49. Guimauve et compagnie (Deadcon I) : Alors qu'un nouvel hôtel vient de s'ouvrir, des fantômes y pénètrent dans le but d'y faire un séminaire. Lorsque les ghostbusters arrivent sur place, le directeur de l'hôtel leur interdit d'utiliser leur ioniseur. Ils décident de travailler dans l'hôtel afin de savoir quel est l'objectif des fantômes.
50. Le cabinet du docteur Calamari (The Cabinet of Calamari) : Les ghostbusters sont invités à un spectacle de magie, mais un fantôme vient perturber le spectacle. Le combat s'annonce compliqué entre un fantome capable de s'échapper du piege à fantômes et un magicien qui semble vouloir cacher un secret.
51. Nos amies les plantes (A Ghost Grows in Brooklyn)
52. Une parade mouvementée (The Revenge of Murray the Mantis)
53. La foire aux fantômes (Rollerghoster)
54. Le dieu de la cité (I Am the City)
55. Celui qui ne meurt pas (Moaning Stones)
56. Le privé se rebiffe (The Long, Long, Long, Etc. Goodbye)
57. Les meilleures intentions (Buster the Ghost)
58. La roulette de l'enfer (The Devil to Pay)
59. Le maître des ombres (Slimer, Is That You?)
60. Le fantôme d'Egon (Egon's Ghost)
61. Le capitaine Steel (Captain Steel Saves the Day)
62. Le joyeux fantôme (Victor the Happy Ghost)
63. Le dragon (Egon's Dragon)
64. Une si jolie ferme (Dairy Farm) Épuisés, les ghostbusters décident de prendre quelques jours de repos dans la ferme de la famille de Stan. Mais l'exploitation est envahie la nuit par des zombies.
65. Un trou dans le mur (The Hole in the Wall Gang)

### Troisième saison (1987)
1. Fantômette (Baby Spookums) : Lors d'une éclipse de lune, une brèche dimensionnelle laisse s'échapper un bébé fantôme qui part se perdre dans New-York. Pourchassé par deux fantômes menaçants, il est récupéré par les ghostbusters.
2. C'est la jungle (It's a Jungle Out There) Lors d'un déchargement de bateau, une caisse se brise et libère un démon qui prend possession du corps d'un chien errant. Après avoir attaqué le quartier général des ghostbusters et volé Ecto 1, il se dirige vers le zoo de New-York. Très vite, les animaux prennent le pouvoir de la ville.
3. Le retour du croque-mitaine (The Boogeyman Is Back) : Après avoir rechappé de peu à la mort, Egon est victime de crises d'angoisse qui ont pour conséquence de libérer le croque mitaine. Après avoir attaqué, sans succès, les ghostbusters juniors, le croque mitaine se réfugie dans un parc d'attraction.
4. Il était une fois… Bouffe-tout (Once Upon a Slime) Bouffe-Tout emprunté un livre de contes de fée à Ray et actionne accidentellement une nouvelle invention d'Egon. Le lendemain, une étrange forêt à poussé en plein cœur de New-York.
5. Bouffe-tout est malade (The Two Faces of Slimer) Une fuite dans la chambre de confinement Contamine Bouffe-tout qui se transforme en monstre attaquant les restaurants le soir venu.
6. Une affaire collante (Sticky Business) Les ghostbusters font une démonstration de leur activité dans un hôpital pour enfants. Ils apprennent que le lieu à un besoin urgent de 50 000 dollars. Un publicitaire se propose de payer la somme contre le droit de tourner une séquence avec le grand marschmallow. Bouffe-tout se charge d'entrer dans la salle de confinement pour le récupérer, mais un fantôme en profite pour s'échapper et entraîner la colère de marschmallow.
7. Halloween (Halloween II 1/2) Le soir d'halloween, des lutins libèrent de la chambre de confinement le terrible Samhain. Ce dernier prend possession de la caserne des ghostbusters pour en faire son quartier-général.
8. Une étrange affaire (Loathe Thy Neighbor) : Les ghostbusters se rendent dans un manoir hanté appartenant à une famille très étrange. Anecdotes : l'épisode fait une référence à La famille Addams.
9. O.V.N.I. soit qui mal y pense (Big Trouble With Little Slimer) Un homme du gouvernement tente sans succès de mettre fin aux agissements des ghostbusters. Il décide de faire arrêter Bouffe-tout afin de réaliser des expériences scientifiques sur lui.
10. L'éctocopieur (The Copycat) Dans leur caserne, les ghostbusters sont confrontés à un fantôme capable de prendre l'apparence de n'importe quoi et de n'importe qui.
11. Le grand pied (Camping It Up) : Les ghostbusters partent faire du camping. Ils s'aperçoivent vite qu'un big foot rôde autour de leur camp. C'est alors qu'un mystérieux orage éclate. Eagon comprend que le big foot n'est pas de ce monde et que la terre sera menacée tant qu'il ne repartira pas dans son univers.
12. Le Grundel (The Grundel) : Alec, un jeune garçon, sabote les fusils à protons des Ghostbusters alors que ces derniers font une démonstration dans son école. La démonstration se termine en catastrophe. Alec est en réalité sous influence du Grundel, un spectre.
13. Le compte est bon (Transylvanian Homesick Blues) : Les ghostbusters sont invités par un Comte dans son château en Transylvannie pour éliminer des fantômes. Cependant, sur place, ils ne trouvent aucune trace du moindre esprit. Certains indices laissent cependant penser que le Comte est en réalité un vampire.

### Quatrième saison:Slimer! and the Real Ghostbusters(1988)
1. Le mauvais côté des choses (Flip Side) Une mystérieuse tornade apparaît dans Central Park. Egon, Ray et Venkman sont aspirés par elle et se retrouvent dans un monde inversé où se sont les fantômes qui pourchassent les humains.
2. La chair de poule (Poultrygeist) Les ghostbusters sont confrontés à une poule maléfique monstrueuse.
3. La plaisanterie tourne mal (The Joke's on Ray) Ray hérite d'un magasin de farce et attrape. Il ouvre malencontreusement une boîte qui libère des diablotins qui vont jouer avec les ghostbusters.
4. Plus de places assises (Standing Room Only) Contre toute attente Peter invente une machine qui attire les fantômes. Si Egon ne comprend pas comment cela est possible, force est de constater que des milliers de fantômes se présentent à la caserne au point que les ghostbusters n'arrivent plus à gérer ce flux. En parallèle, un monstre sort des entrailles de la terre et se dirige vers New-York en détruisant tout sur son passage.
5. Le robot chasseur (Robo-Buster) Un riche industriel profite de sortir avec Janine pour voler les plans du matériel anti-fantômes des Ghostbusters. Avec, il crée un robot désintegrateur de fantômes. Bouffe-tout est une des premieres victimes.
6. Raccourci (Short Stuff)
7. Suivez cette voiture (Follow That Hearse) Un fantôme avec des tentacules apparaît dans une décharge illégale de produits toxiques. Alors que les ghostbusters interviennent, le fantôme prend possession d'Ecto-1.
8. Le triangle de Brooklyn (The Brooklyn Triangle) Des ouvriers de chantier déterrent un trou qui commence à aspirer tous les objets environnants. Les ghostbusters arrivent avec beaucoup de difficultés sur place où ils retrouvent le père de Winston. Mais les deux tombent dans le trou. Le reste de l'équipe décide d'y penetrer également.

### Cinquième saison (1989)
1. Mais qu'est-ce qu'il se passe ? (Something's Going Around) Après avoir éliminé un fantôme dans un fast food, Peter semble atteint par un mal étrange. Un sombre docteur semble en connaître la raison, Peter est devenu allergique aux fantômes.
2. Trois hommes et un Egon (Three Men and an Egon)
3. Elementaire, mon cher Winston ! (Elementary My Dear Winston)
4. Sous l'emprise d'une sorcière (If I Were a Witch Man)
5. Les deux font la paire (Partners in Slime)
6. Fenêtre ouverte sur le futur (Future Tense)
7. Emprisonneurs emprisonnés (Jailbusters) Les ghostbusters tombent dans un piège et sont transférés dans un tribunal de fantômes pour être jugés. Janine, Louis et Slimer partent à leur recherche. En attendant, les chasseurs de fantômes sont jetés en prison.
8. En direct depuis la tombe d'Al Capone (The Ghostbusters Live! from Al Capone's Tomb!)
9. Le portail d'Halloween (The Halloween Door)
10. Titre français inconnu (Venk-Man!)
11. Titre français inconnu (Trading Faces)
12. Titre français inconnu (Transcendental Tourists)
13. Titre français inconnu (Surely You Joust)
14. Titre français inconnu (Kitty-Cornered)
15. Titre français inconnu (Slimer's Curse)
16. Titre français inconnu (Til Death Do Us Part)
17. Titre français inconnu (It's About Time)
18. Titre français inconnu (The Ransom of Greenspud)
19. Titre français inconnu (Revenge of the Ghostmaster)
20. Titre français inconnu (Loose Screws)
21. Titre français inconnu (Slimer Streak)

### Sixième saison (1990)
1. Les deux Janine (Janine, You've Changed)
2. Pour un petit tour… (You Can't Teach an Old Demon New Tricks)
3. Titre français inconnu (Ghostworld)
4. Titre français inconnu (The Haunting of Heck House)
5. Moches et Méchants (Mean Green Teen Machine)
6. Titre français inconnu (Spacebusters)
7. Titre français inconnu (My Left Fang)
8. Titre français inconnu (Russian About)
9. Globide (The Slob)
10. Titre français inconnu (Deja Boo)
11. Une course d'enfer (Afterlife in the Fast Lane) Alors qu'ils s'affrontent dans une compétition automobile, les ghostbusters se retrouvent projetés sur un plateau de jeu géant.
12. Titre français inconnu (Guess What's Coming to Dinner)
13. Enfin de l'animation ! (Stay Tooned)
14. Titre français inconnu (Very Beast Friends)
15. Lawrence au Pays des jouets (Busters in Toyland)
16. Les cinq mercenaires (The Magnificent Five)

### Septième saison (1991)
1. The Treasure of Sierra Tamale
2. Not Now, Slimer!
3. Attack of the B-Movie Monsters
4. 20,000 Leagues Under the Street

## Commentaires
Dans la version française, les voix de Peter Venkman et Egon Spengler sont également assurées par Bernard Murat et Jean-Pierre Leroux comme pour Bill Murray et Harold Ramis dans le film. En revanche, pour Ray Stantz et Winston Zeddemore, Pascal Renwick et Greg Germain ont succédé à Richard Darbois et Med Hondo.
La série a été doublée jusqu'à la fin de la quatrième saison. Les saisons suivantes étaient inédites avant d'être doublées pour leur diffusion sur Netflix. On retrouve Jean-Pierre Leroux et Greg Germain pour le doublage d'Egon et Winston.
La grande popularité du personnage de Bouffe-Tout sera à l'origine du changement de titre original de la série. Ainsi, à partir de la saison 3, le personnage de Bouffe-Tout prend de l'importance dans tous les épisodes. Il est en outre doté de la parole. Par ailleurs, le personnage de Janine change de visage. Un nouveau générique est réalisé à partir de la quatrième saison pour inclure Slimer.

## DVD
En France, la saison 1 est sortie le 24 juin 2009 chez l'éditeur Sony Pictures.